# Stawy Jana w Łodzi
Stawy Jana – park położony w Łodzi, w dzielnicy Łódź Górna, pomiędzy ul. Rzgowską, Paradną i Kosynierów Gdyńskich.

## Charakterystyka
Staw położony jest w południowej części parku, w dolinie rzeki Olechówki. Powierzchnia parku wynosi 18,34 ha, w tym stawu 4,3 ha.
Wokół stawu urządzono piaszczystą plażę oraz przystań kajakową. W zachodniej części parku znajduje się brodzik dla dzieci, a także obiekty sportowe: boisko do siatkówki i siatkówki plażowej. Na terenie parku zostały wybudowane: boisko do piłki nożnej i koszykówki. Od zachodu z parkiem sąsiaduje Chojeński Klub Sportowy.
Park pocięty nieregularnym układem ścieżek jest nierównomiernie zadrzewiony i posiada rozległe trawniki. Wśród drzew pięć jest szczególnie cennych. Są to jesion wyniosły i cztery lipy drobnolistne w wieku 160–180 lat.

## Dwór Benedykta Górskiego

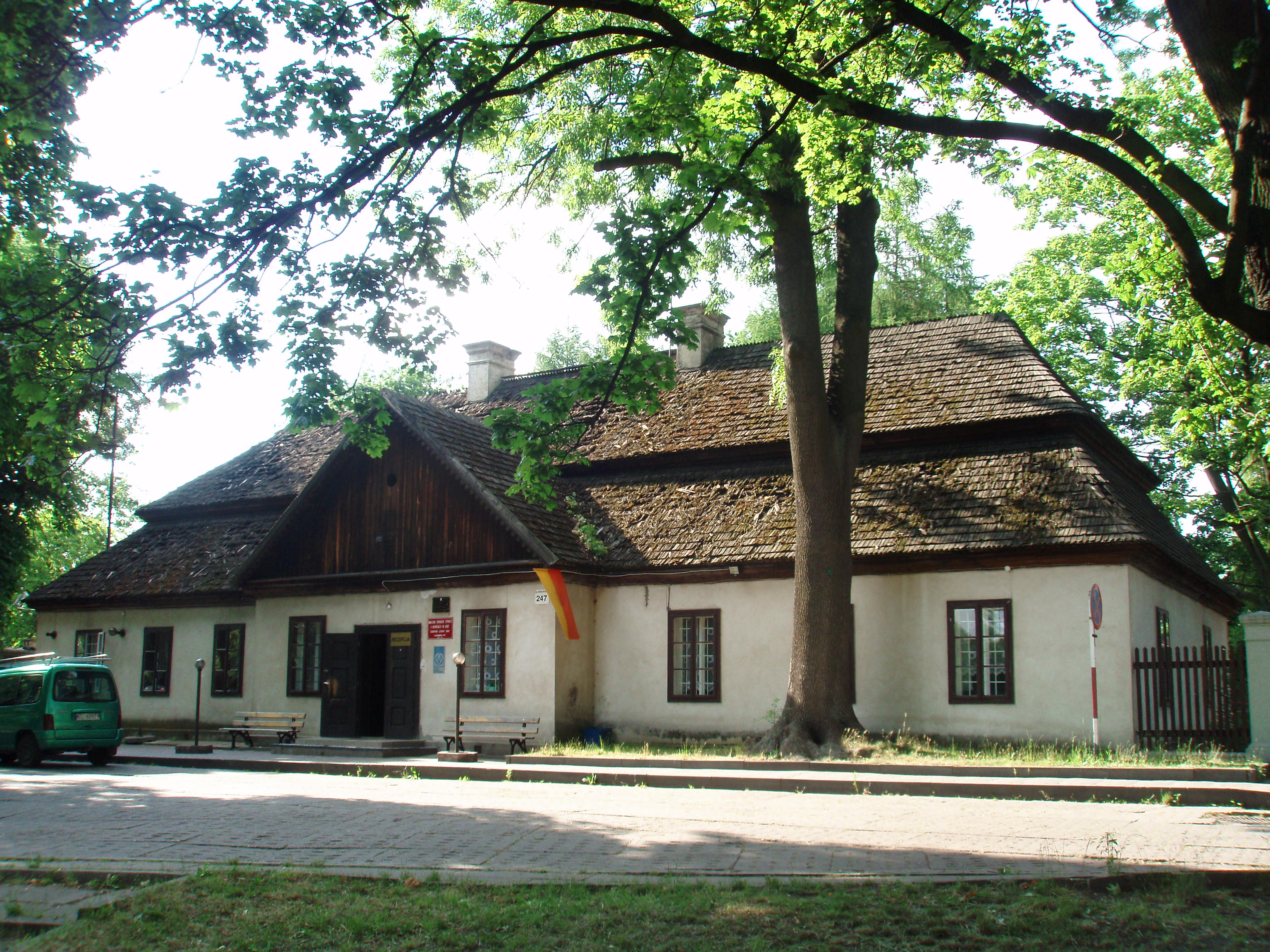
Zabytkowy dwór w 2008 roku

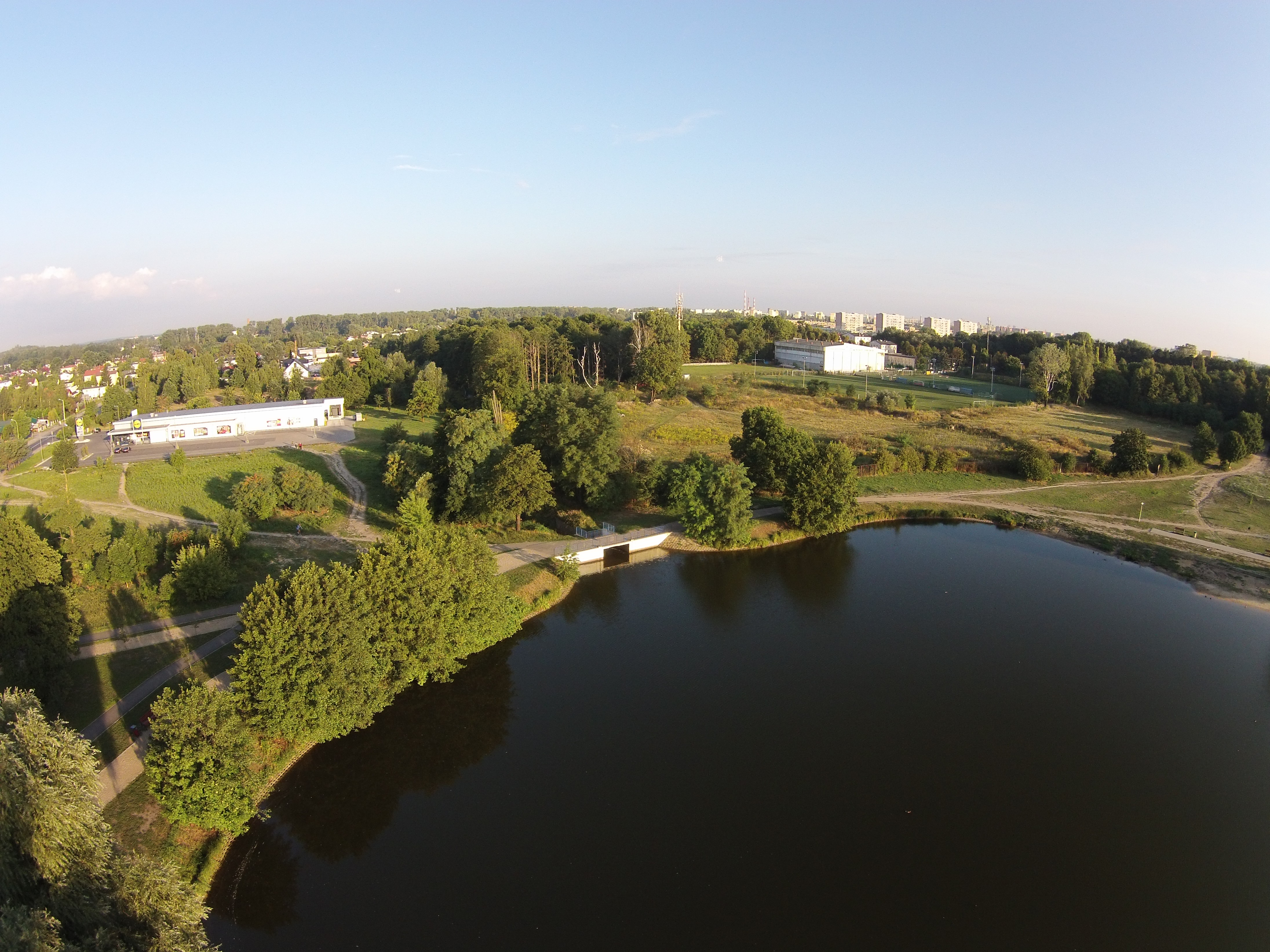
Stawy Jana z lotu ptaka

W północnej części parku znajduje się zabytkowy dwór, frontem zwrócony na południe. Od ulicy Rzgowskiej prowadzi do niego aleja drzew. Dwór wybudowany został pod koniec XVIII wieku przez Benedykta Górskiego. Jest to niewielki parterowy budynek wzniesiony z bali modrzewiowych o konstrukcji zrębowej, otynkowany. Pokryty jest dachem gontowym, łamanym, polskim.
Za dworem, przy ul. Kosynierów Gdyńskich, w dawnym ogrodzie usytuowano domki campingowe oraz pole biwakowe. Zabudowania folwarczne położone na zachód i południowy zachód od dworu nie zachowały się.
Ostatnim właścicielem folwarku chojeńskiego był Franciszek Zimmerman. Po wojnie majątek upaństwowiono i włączono w granice Łodzi. Park z dworem przekształcono w ośrodek wypoczynkowo-rekreacyjny nazywany Stawami Jana. Obecnie istnieje tylko jeden staw, drugi, po którym pozostało tylko zagłębienie terenu, leży na zachód od parku przy Chojeńskim Klubie Sportowym.
W marcu 2010 zakończył się finansowany przez miasto Łódź remont dworku. Z dawnego wystroju udało się zachować belkowany strop i podłogi, ozdobny piec kaflowy oraz dwa kominki w salonie. Docelowo ma się w nim znaleźć restauracja serwująca m.in. potrawy kuchni staropolskiej.

## Pochodzenie nazwy
Jak należy przypuszczać, nazwa Stawy Jana wzięła się od Jana Mulinowicza (lub Mulinowica), który, jak głosi legenda na początku XVII wieku po stracie rodziców, wypędzony ze swego mieszkania siedział zapłakany przy drodze prowadzącej do Piotrkowa. Sierotą zaopiekowało się przejeżdżające traktem małżeństwo z Krakowa. Po ich śmierci Janek stał się właścicielem znacznego majątku. W miejscu, w którym spotkał swych dobrodziejów, postawił w 1634 roku kolumnę z szarego marmuru na prostokątnym piedestale o łącznej wysokości około 11 metrów.
Pisał o niej w 1853 Oskar Flatt:
Pół mili od Łodzi, w stronie południowej, na trakcie piotrkowskim, pod wsią Chojny, spoczną oczy przechodnia na wielkim, szaro-marmurowym kamieniu, wysokim na trzynaście łokci, na którym sterczy złocony krzyż, prawie cztery stóp wysoki.
Na bokach podstawy kolumny znajdowały się trzy łacińskie inskrypcje. Najważniejsza określała fundatora i podawała datę powstania pomnika. W tłumaczeniu na polski brzmiała ona: Bogu najlepszemu, najwyższemu Jan Mulinowic, mieszczanin krakowski, wzniósł w roku pańskim 1634.
Kolumna zniszczona przez Niemców w 1939 była prawdopodobnie najstarszym świeckim pomnikiem w Polsce. Powstała 10 lat przed wzniesieniem Kolumny Zygmunta. Po wojnie w tym miejscu przy ulicy Kolumny postawiono postument z figurą Chrystusa.
Z inicjatywy Jana Mulinowicza i za jego pieniądze w 1643 dokonano renowacji kościoła pw. św. Wojciecha. W skarbcu kościelnym przechowywane są ofiarowane przez niego pozłacany kielich mszalny z 1628 i srebrna monstrancja z 1638.